# Coscinida coreana
Espèce
Coscinida coreana est une espèce d'araignées aranéomorphes de la famille des Theridiidae.

## Distribution
Cette espèce est endémique de Corée du Sud.

## Étymologie
Son nom d'espèce lui a été donné en référence au lieu de sa découverte, la Corée.

## Publication originale
- Paik, 1995 : Two new species of the genus Coscinida Simon, 1894 (Araneae ; Theridiidae) from Korea. Korean Arachnology, vol. 11, no 1, p. 15-22.